# Djehuti (Monat)
| G26 | W3 · N5 |

| G26 | W3 · N5 |

| W3 · N5 | G26 | G7 |

| W3 · N5 | G26 | G7 |

| G26 | X1 · X1 · W3 |

| G26 | X1 · X1 · W3 |

| G26 | M17 | M17 | X1 · W3 |

| G26 | M17 | M17 | X1 · W3 |

| D38 · O16 |

| D38 · O16 |

| G26 |

| G26 |

| C3 |

| C3 |

| U33 | V28 | Z5 · X1 | G7 |

| U33 | V28 | Z5 · X1 | G7 |

| X1 · X2 |

| X1 · X2 |

Djehuti, gräzisiert zu Θοθ Thoth, bzw. Thot, auch Tehut, Tahuti, koptisch Thout, arabisch تُحوت Tahut war im alten Ägypten der Name eines Festes und des ersten Monats im Verwaltungskalender und als Ḏḥwtyt, bzw. ḏḥwtt des dreizehnten, also interkalaren Monats im Mondkalender.
Gleichzeitig ist Thot (Djehuti) auch in der ägyptischen Mythologie der ibisköpfige oder paviangestaltige Gott des Mondes, der Magie, der Wissenschaft, der Schreiber, der Weisheit und des Kalenders. In den Pyramidentexten galt Thot als Gott des Westens.